# Буджацький степ
Буджацький степ — природна область на півдні Молдови і в Буджаку в Україні (Одеська область), від Пруту до Дністра у межах Буджацької рівнини (частина екорегіону Понтійсько-каспійський степ). На півночі вона межує з Бесарабським плато, на півдні з Дунаєм і Чорним морем, на північному заході з Дністром. В степу переважають рослини виду ксерофітів, зазвичай це багаторічна трава.
Буджацький степ має загальну площу 3210 квадратних кілометрів, з яких 6,1 % припадає на ліс.
1 листопада 2023 року, згідно повідомлення департаменту екології та природних ресурсів Одеської ОВА, в Одеській області найближчим часом планується створити Національний природний парк «Буджацькі степи» площею 9,7 тисячі гектарів. Науковці Дунайського біосферного заповідника завершують роботи щодо наукового обґрунтування створення парку й після отримання всіх документів департамент планує надати клопотання у Міністерство довкілля та президенту України. До складу парку разом із цінними степовими та лісовими ділянками пропонується включення чотирьох теперішніх заповідних об'єктів: «Староманзирського ботанічного заказника» загальнодержавного значення - 227 гектарів та трьох ландшафтних заказників місцевого значення: «Тарутинський степ» - 5 тисяч 200 гектарів, «Діброва Могилевська» - 45 гектарів та «Діброва Манзирська» - 101 гектар. Національний природний парк «Буджацькі степи» розміститься на території Бородінської селищної ради Болградського району в Одеській області. Загальна площа НПП – понад 9700 гектарів.

## Флора та фауна
Природоохоронна організація Rewilding Ukraine в рамках проєкту з ревайлдингу, спрямованого на відновлення популяцій тварин, що жили у європейських степах раніше, заселило у 2022-му році у Буджацькому степу стадо диких куланів. Вони народили шестеро малят і вдало пережили свою першу зиму у степу.
Згідно з повідомленням організації, після окупації Біосферного заповідника "Асканія-Нова" та коси Бирючий острів немає інших територій для поповнення стада куланів. Саме тому було прийнято рішення випустити куланів у степ на Одещині. 
Крім того, зоозахисники планують у 2024-му році аналогічним чином заселити місцевість європейськими ланями, випустивши частину з них у дику природу. Спочатку всі тварини проходять акліматизацію на великій огородженій території, яка також служить розплідником для диких тварин.

## Клімат
Степ розташований у континентальному кліматі, період посухи триває довго.